# Fons memorabilium universi

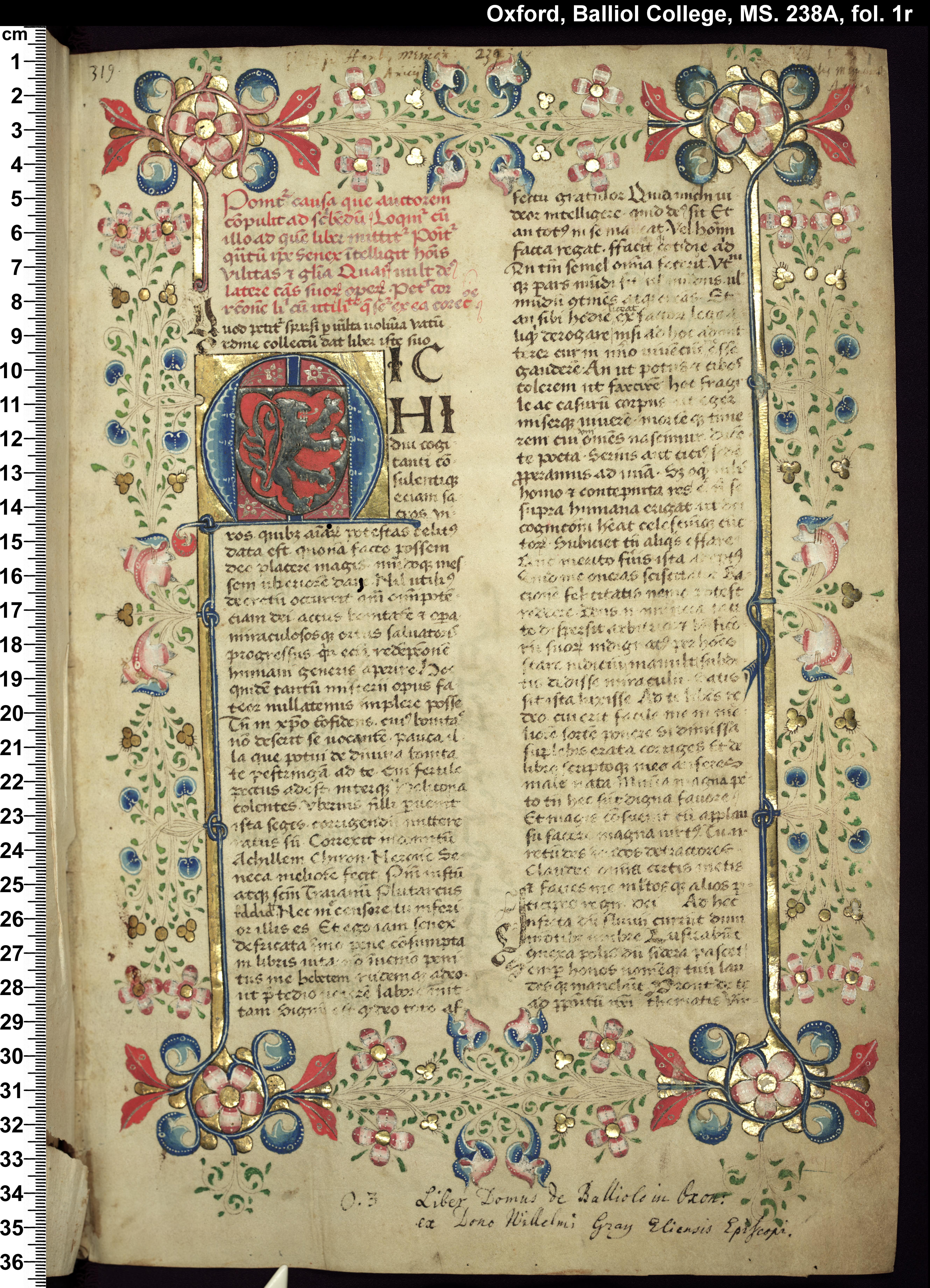
Première page du manuscrit enluminé appartenant à l'évêque William Grey. Créé vers 1444–1448. Maintenant au Balliol College (Oxford).

Fons memorabilium universi (La source des choses mémorables de l'univers) est une encyclopédie rédigée en latin par l'humaniste de la Renaissance Domenico Bandini of Arezzo (aussi appelé Domenico di Bandino ou Dominicus Bandinus, env. 1335-1418),.

## Contenu et organisation
Visant à informer et édifier un public cultivé dépourvu de livres, cet ouvrage très volumineux couvre la théologie (Dieu, les anges, l'âme, l'enfer, le diable et ses démons, incluant la magie), l'univers (le monde, les cieux, les étoiles, les planètes, les saisons), les éléments (le feu, l'air, le temps, les oiseaux, les mers et océans, les lacs et les rivières, les poissons), la géographie (les provinces, les îles, les villes anciennes et modernes, les peuples, les montagnes, les arbres, le vin, les herbes, les quadrupèdes, la cuisine, les serpents, les pierres précieuses, les métaux) et les affaires humaines (hommes célèbres, sectes philosophiques, chronique du monde jusqu'en 1315, remèdes courants, hérétiques, femmes illustres). Les champs couverts sont donc beaucoup plus variés que dans bien des encyclopédies antérieures. Le chapitre sur les hommes illustres (pour leurs vices ou pour leurs vertus) est particulièrement riche en informations sur les auteurs latins.
L'ouvrage compte 34 livres répartis en 5 sections correspondant aux 5 blessures du Christ. Chacun des livres contient de nombreuses références croisées. Certains de ces livres contiennent plusieurs chapitres systématiquement organisés, avec une liste des articles en ordre alphabétique. Ce type d'organisation a été mis au point au XIIIe siècle par Vincent de Beauvais dans le Speculum naturale et a été repris par Barthélémy l'Anglais dans le De proprietatibus rerum ainsi que par Thomas de Cantimpré dans le Liber de natura rerum.

## Rédaction
Bandini était professeur de grammaire et de rhétorique. Il a vécu à Florence, Bologne, Città di Castello et Arezzo. Il a travaillé à cette encyclopédie de 1374 jusqu'à sa mort en 1418. À Florence, il a été influencé par Coluccio Salutati, ce qui l'a amené à mettre l'accent sur les sujets reliés à l'antiquité classique. Son livre a été achevé et publié après sa mort par son fils Laurent, qui a ajouté une note introductive, défendant l'ouvrage contre ceux qui en critiquaient le style. 

## Versions
Au moins 26 manuscrits ont survécu, dont deux à la bibliothèque du Vatican et celui du Balliol College, qui a été numérisé. Beaucoup de ces manuscrits sont incomplets. Ils datent tous d'avant 1460. L'ensemble de l'ouvrage compte entre deux et cinq volumes, selon le type d'écriture manuscrite et le format.
L'ouvrage a été beaucoup lu en Italie jusque vers le milieu du XVe siècle, mais est ensuite tombé dans l'oubli et n'a pas exercé beaucoup d'influence. Il n'a jamais été imprimé, contrairement à la très populaire encyclopédie du XIIIe siècle De proprietatibus rerum due à Barthélemy l'Anglais, à laquelle Bandini a beaucoup emprunté. Parmi les autres sources fréquemment citées par l'auteur, il y a Varron, Pline l'Ancien, Solin, Isidore de Séville et Raban Maur.
La fin du livre VIII, qui porte sur les planètes, contient un texte interpolé sans relation aucune avec cet ouvrage, qui fait l'éloge de deux avocats de Bologne. Ce paragraphe a été interprété comme une publicité insérée par les avocats, qui auraient soit payé les scribes, soit travaillé eux-mêmes comme scribes.